# Sergio Azzolini
Pour les articles homonymes, voir Azzolini.
Sergio Azzolini est un bassoniste italien né le 15 janvier 1967 à Bolzano.

## Biographie
Sergio Azzolini naît le 15 janvier 1967 à Bolzano.
Il étudie le basson dans sa ville natale auprès de Romano Santi au Conservatoire Claudio-Monteverdi, entre 1979 et 1985, avant de se perfectionner à la Hochschule für Musik, Theater und Medien de Hanovre avec Klaus Thunemann,.
Lauréat de plusieurs concours internationaux (dont ceux du Printemps de Prague et de l'ARD à Munich), il est brièvement musicien d'orchestre, à l'Orchestre des jeunes de la Communauté européenne notamment, avant de mener une carrière florissante de soliste, professeur et chambriste,,.
Comme pédagogue, Azzolini est nommé à l'âge de 22 ans professeur à l'École supérieure de musique de Stuttgart, puis devient en 1998 professeur de basson et musique de chambre à la Haute école de musique de Bâle (de), poste qu'il occupe toujours,.
Comme chambriste, il est notamment un partenaire privilégié du hautboïste Maurice Bourgue et de la clarinettiste Sabine Meyer.
Comme soliste, Sergio Azzolini est un spécialiste reconnu de musique ancienne jouée sur instruments d'époque et compte une discographie riche de nombreux enregistrements distingués,,. Le bassoniste et musicographe William Waterhouse loue ses qualités d'interprète au « basson moderne et baroque, [où] il est capable de communiquer avec un degré remarquable d'intensité et de musicalité ».
En 1994 il édite la partition récemment découverte d'un Concerto a Fagotto principale attribué à Gioachino Rossini et l'enregistre en 2001,.

## Enregistrements
- Concertos d'Antonín Reichenauer, par Sergio Azzolini (basson), Xenia Löffler (hautbois) et Lenka Torgersen (violon) avec l'ensemble Collegium 1704 dir. Václav Luks (Supraphon, SU 4035-2, 2010)

- Musici da Camera, œuvres d'Antonín Reichenauer, František Jiránek, Antonio Vivaldi, Johann Friedrich Fasch, Antonio Caldara, František Ignác Tůma et Johann Georg Orschler, par Sergio Azzolini (basson) et Lenka Torgersen (violon) avec l'ensemble Collegium Marianum, dir. Jana Semerádová (Supraphon, SU 4112-2, 2012)